# Гольник, Ханс
Ханс Гольник (нем. Hans Gollnick; 22 мая 1892 — 15 февраля 1970) — немецкий офицер, участник Первой и Второй мировых войн, генерал пехоты, кавалер Рыцарского креста с Дубовыми листьями.

## Биография
В марте 1912 года поступил на военную службу, фанен-юнкером (кандидат в офицеры), в пехотный полк. С августа 1913 года — лейтенант.

### Первая мировая война
На фронте с начала войны. 26 августа 1914 года был тяжело ранен, находился в госпитале до марта 1915 года.
С июня 1915 года — командир пехотной роты. С октября 1916 года — старший лейтенант.
За время войны награждён Железными крестами 2-го и 1-го классов.

### Между мировыми войнами
Продолжил службу в рейхсвере. К началу Второй мировой войны — командир пехотного полка, полковник.

### Вторая мировая война
В сентябре — октябре 1939 года участвовал в Польской кампании. Награждён планками к Железным крестам (повторное награждение).
В мае — июне 1940 года участвовал во Французской кампании.
С 1 июня 1941 года — генерал-майор, в командном резерве.
С октября 1941 года участвовал в боевых действиях на территории СССР, командир 36-й моторизованной дивизии (на Московском направлении).
В ноябре 1942 года награждён Рыцарским крестом Железного креста.
С января 1943 года — генерал-лейтенант. В августе 1943 года награждён Дубовыми листьями к Рыцарскому кресту, назначен командующим 46-м танковым корпусом. С октября 1943 года — генерал пехоты.
С марта 1944 года — командующий 28-м армейским корпусом (в Прибалтике).
С апреля 1945 года — в командном резерве. С мая 1945 года командовал войсками вермахта в районе Фленсбурга. Сдался в плен британским войскам. Освобождён из плена 5 февраля 1946 года.